# Carta Vieja Licoreros
Los Carta Vieja Licoreros, también conocidos como Carta Vieja Yankees por consenso popular, fue un equipo de béisbol de Panamá que participó en la Liga Profesional de Béisbol de Panamá.
Su nombre se debe a que el conjunto “licorero” estuvo formado casi en su totalidad por norteamericanos que jugaban en el béisbol organizado de Estados Unidos, al que se le reforzó con dos jugadores panameños y un estadounidense de color.
A lo largo de sus 12 años de historia, el equipo contó con jugadores como Wayne Blackburn, Chet Brewer, Webbo Clarke, Jim Cronin, Jerry Davie, Carl Duser, Marion Fricano, Milt Graff, Bill Harris, Spook Jacobs, Connie Johnson, Spider Jorgensen, Héctor López, Bobby Prescott, Humberto Robinson, Jean-Pierre Roy, Pat Scantlebury, Billy Shantz, Joe Tuminelli y Jim Umbricht, entre otros.
Fue el equipo más exitoso de Panamá en el panorama nacional e internacional, ya que participó en 5 ediciones de la Serie del Caribe en su primera etapa, ganando la edición de la Serie del Caribe 1950.
Hasta el momento de su desaparición, era también el equipo más ganador del béisbol panameño con 5 títulos, obtenidos en las temporadas de 1950, 1952, 1954, 1955 y 1958.

## Serie del Caribe
En 1950 representó a Panamá en la Serie del Caribe, en San Juan, Puerto Rico. Tras una derrota inicial ante los boricuas de los Criollos de Caguas, los canaleros los vencerían en un segundo partido quedando empatados en primer lugar, y así, ambos conjuntos esperaban a lo que sucediera en sus partidos contra Almendares de Cuba y Navegantes de Magallanes de Venezuela, para decidirla finalmente con una victoria panameña de 9-3 sobre Puerto Rico. En ese equipo compuestos en su mayoría por jugadores estadounidenses se encontraban DICK BURGETT, JOE TUMINELLI, ROY EANSTERWOOD, STAN ANDREW, FORREST JACOB,  y TONY JACOB, AL LEAPS, DALE LYNCH, TED CIESLACK, JEAN PIERRE ROY, PETE “WOE” WOJCIECHOWSKI, JOHN MIKEN, BOBBY REID, FRANK “BINBIN” AUSTIN, JIM BREWER, JOHN FITZGERALD, Webbo Clarke y PAT “LORD” SCANTLEBURY. Joe Tuminelli fue el líder de carreras impulsadas con 6 y cuadrangulares con 2 por lo que fue escogido como el jugador más valioso.
Para Panamá, fue el único título alcanzado en la historia del béisbol profesional, al que le seguirían tres subcampeonatos, en 1952 y 1960 con Carta Vieja, y 1957 con Cerveza Balboa. Además, además Panamá albergó con éxito las Series del Caribe de 1952, 1956 y 1960, con el que se cerró la primera época de estos campeonatos.
Al cerrarse en 1972, la etapa del béisbol profesional panameño y al no tomárselos en cuenta para la Segunda Época de la Serie del Caribe dos años antes, Panamá no volvería a competir en estos torneos, aunque actualmente, se hacen esfuerzos por un retorno, pero que han quedado sólo en gestiones retóricas.